# Edward Downes (Musikwissenschaftler)
Edward Olin Davenport Downes (oft als Edward O. D. Downes angesprochen, * 12. August 1911 in Boston; † 26. Dezember 2001 in New York) war ein amerikanischer Musikwissenschaftler, Musikkritiker und Musikpädagoge. Er war der Sohn des Musikwissenschaftlers Edwin Olin Downes.

## Leben und Werk
Edward Olin Downes studierte an der Columbia University, an der Manhattan School of Music sowie in Paris und München. Er promovierte 1958 an der Harvard University mit der Arbeit The Operas of J. Chr. Bach as a Reflection of the Dominant Trends in opera seria, 1750 – 1780 zum Ph. D.
Er wirkte von 1936 bis 1938 als Musikkritiker bei der New York Post und von 1939 bis 1941 beim Boston Evening Transcript. Von 1950 bis 1955 wirkte er als Assistant Professor für Musikgeschichte an der University of Minnesota, von 1955 bis 1958 wieder als Musikkritiker bei der New York Times. 1966 wurde er zum Professor of Music History am Queens College in New York ernannt.

## Werke von Edward Olin Downes (in Auswahl)
- „Secco“ Recitative in Early Classical Opera Seria (1720–1780) (JAMS XIV, 1961).
- The Tastemakers: Critics and Criticism (in: One Hundred Years of Music in America, herausgegeben von P. H. Lang, New York 1961).
- The Music of Norman dello Joio (MQ XLVIII, 1962).
- Temistocle, dramma per musica in tre atti di P. Metastasio […], musica di J. Chr. Bach (für den praktischen Gebrauch, als Herausgeber mit H. Chr. R. Landon, Wien 1965).
- Verdi, The Man in His Letters (New York 1942), als Übersetzer von G. Verdis Briefe (Ausgabe von Franz Werfel und P. Stefan, Berlin 1926).